# Gograf

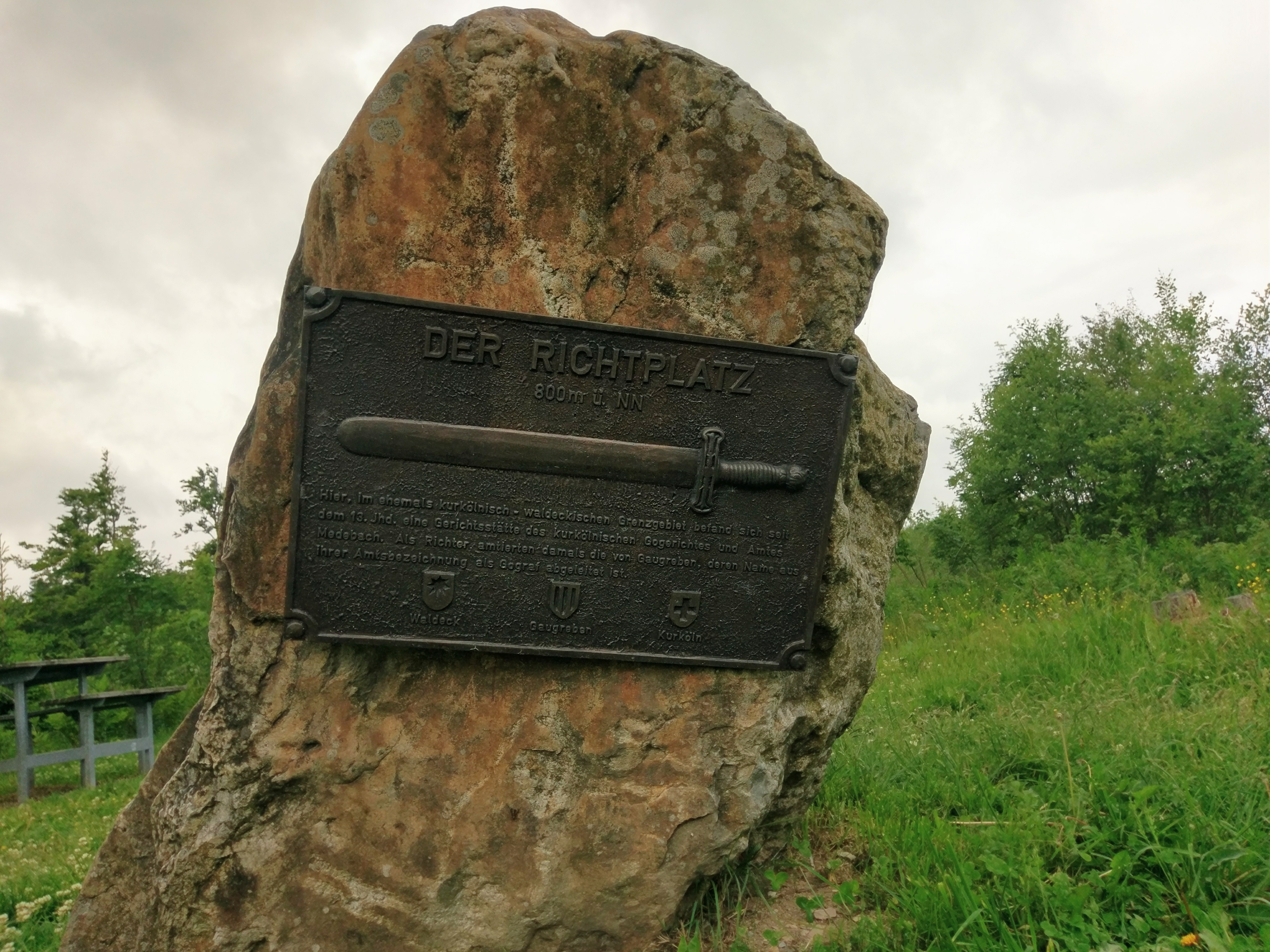
Ehemaliger Richtplatz des Kurkölner Gogerichts beim Hoppernkopf im Rothaargebirge

Der Gograf (zu Gau) war der Richter im Gogerichtsbezirk.
Erste urkundliche Erwähnungen von Gogerichten stammen aus dem 12. Jahrhundert. Nach dem Sachsenspiegel aus der Zeit um 1230 war der Gograf (gogreve) Richter eines Unterbezirks der Grafschaft und dem Grafen untergeordnet. Er richtete sofort im Fall der handhaften Tat und wurde entweder von Fall zu Fall oder auf bestimmte Zeit von den Bewohnern des Gerichtsbezirks gewählt. Die erste Alternative war jedoch untersagt, wenn der Beschuldigte eines Diebstahls oder Raubes nicht am selben Tag festgesetzt werden konnte.  Das Gericht des Gografen, zu dem sich alle Bauern des Gerichtsbezirks versammelten, fand alle sechs Wochen statt.
Die Trägerschaft des Amtes wurde als „Goschaft“ (lt. Sachsenspiegel Gospac) bezeichnet.
Dem norddeutschen Gografen entsprach der hessische und südwestdeutsche Zentgraf, dem Gogericht das Centgericht.

## Analogie im Englischen
Dem Gografen entsprach im Altenglischen der scir-gerefa = der Graf eines Shire (Gaus). Aus diesem Titel entstand die heutige Amtsbezeichnung Sheriff.